# Мальбранш, Николя
Николя́ Мальбра́нш (фр. Nicolas Malebranche; 6 августа 1638, Париж — 13 октября 1715, там же) — французский философ-метафизик, картезианец, католический священник. Приверженец и выразитель теоцентристских идей: всё, что существует в материальном мире — идеи Бога; мы познаем вещи постольку, поскольку познаём Бога (созерцаем их в Боге); в частности, мы испытываем ощущения (боли и прочие) лишь потому, что Бог открывает нам через них происходящее вне и внутри нас. Мальбранш развил учение о причинности — окказионализм; сформулировал тезис о невозможности влияния тела не только на душу, но и на другие тела.

## Биография
Мальбранш родился в Париже в семье секретаря Людовика XIII, изучал теологию в Сорбонне, в возрасте 23 лет вступил в религиозную конгрегацию ораторианцев и стал священником в 1664 году. Познакомившись с сочинениями Декарта (1596—1650), он отдался философии, не покидая религиозной точки зрения. Также Мальбранш испытал влияние Августина. Непосредственное влияние на Мальбранша оказал Луи де Лафорж.
Жизнь Мальбранша, бедная внешними событиями, прошла в непрерывной умственной работе. Главное своё сочинение, «De la recherche de la vérité» («Разыскания истины»), он исправлял и переделывал в течение 40 лет (1 изд., в 1673 г., последнее при его жизни, 4-е, в 1712 году). Кроме этого, Мальбранш много полемизировал, в брошюрах и письмах, с современными ему философами и богословами, особенно с Арно. Перед смертью его посетил Джордж Беркли и имел с ним продолжительный спор.
Мальбранш не оставил школы, но имел нескольких приверженцев среди своих современников, каковы были де Меран (его переписка с Мальбраншем издана в 1841 году: «Lettres à Dortous de Mairan»), Франсуа Лами и Луи Томассен.

## Учение
В точке отправления своей философии Мальбранш оригинально варьирует «методу» Декарта. Человек, чтобы пользоваться присущей ему разумной свободой, должен признавать или принимать (теоретически и практически) только то, за что внутренне ручается голос его разума и совести.
Отсюда два основных правила, из которых одно относится к наукам, а другое к нравственности: 1) вполне соглашаться должно лишь с положениями настолько очевидными, что отвергнуть их нельзя без внутреннего, болезненного ощущения и тайных упреков разума и 2) никогда не должно любить безусловно то благо, которое можно не любить без укоров совести. Соблюдение этих правил ведет к познанию истины и к обладанию подлинным благом, а отступление от них выражается в различных заблуждениях, скрывающих от нас истину и благо.
Мальбранш различает:
- 1) заблуждения чувств,
- 2) заблуждения воображения,
- 3) заблуждения чистого мышления или понимания (entendement pur),
- 4) заблуждения наклонности и
- 5) заблуждения страстей.

Каждому из этих видов заблуждений посвящено по книге в его главном сочинении, а последняя, 6-я книга, содержит технические указания касательно приемов научного исследования. Чувства сами по себе, то есть в смысле субъективных душевных состояний, никогда нас не обманывают: когда мы испытываем ощущения света, теплоты, звука и т. д., то мы действительно все это ощущаем, и тут не может быть места заблуждению. Оно является, когда мы от ощущений заключаем к ощущаемому, и чувственные качества, существующие только в нашей душе, каковы цвета, звуки и т. п., приписываем внешним предметам. На самом деле посредством чувств мы не познаем никаких свойств внешнего бытия, а только состояния нашей души, поскольку она связана с телом. Мальбранш настойчиво повторяет мысль, что чувства даны нам не для познания предметов, только для сохранения нашей телесной жизни: они извещают душу лишь о том, что происходит в окружающей среде по отношению к нашему телу, чтобы вызвать с нашей стороны ту или другую реакцию для его сохранения. 
Нужно ли Откровение для того, чтобы узнать, что мы обладаем телом: если нас уколют, чувствуем боль? <…> Ощущение боли, получаемое нами, как раз и представляет собой вид «Откровения». Вас поражает это выражение, но я им пользуюсь именно потому, что вы вечно забываете: сам Бог производит в вашей душе все разнообразие ощущений <…> Не предмет, колющий нам руку, несет боль через отверстие, проделанное в теле, и отнюдь не душа вырабатывает в себе это неприятное ощущение, ибо она страдает от боли себе вопреки. Это Сам Бог посредством ощущения открывает нам все происходящее внутри и вне нас. «Беседы о метафизике и религии» (1688)
Точно так же чувства удовольствия и страдания назначены первоначально лишь для того, чтобы побуждать нас к действиям полезным и предостерегать от вредных, и только ошибочное перенесение этих чувств на предметы, их случайно вызывающие, заставляет нас видеть в этих предметах самостоятельное благо или самостоятельное зло. Правильное действие разума показывает, что единственное истинное благо есть то, от чего зависит и происходит все прочее, именно абсолютная субстанция, или божество, а единственное зло — уклонение от воли Божией. Внешние предметы, будучи непознаваемы для чувств, познаются нами посредством идей, или представлений. «Я разумею под идеей, — говорит Мальбранш, — только то, что непосредственно или ближайшим образом предстоит нашему уму, когда он усматривает или воспринимает какой-нибудь предмет». Хотя идеи существуют в нашем уме, однако они не суть только субъективные состояния нашей души, сознаваемые в простом внутреннем чувстве: идеи имеют объективную определённость и реальность, имеют её не от нашего ума, только воспринимающего, а не творящего предметы. Наш ум познает идеи не как части или выражения собственного его существа, а как нечто от него не зависящее.
Остается, следовательно, признать, что идеи даны в Боге, как содержащем бесконечную полноту всякого бытия, и что мы познаем их, поскольку познаем Бога, или что мы видим есть вещи в Боге. Бога же мы познавать можем потому, что все творения, между прочим и мы сами, суть лишь несовершенные доли божественного существа (des participations imparfaites de l'être divin).
Мальбранш различает 4 рода познания: 1) познание предмета через него самого — таким образом мы познаем только Бога, который сам открывает своё существо нашему уму; 2) познание через идеи — таким способом познаются нами внешние предметы; 3) познание чрез внутреннее чувство или непосредственное сознание — этим путём нам известна наша собственная душа и её различные состояния; 4) познание через соображение (par conjecture) — этим путём мы знаем о других одушевленных существах. Так как наш ум хотя стремится к бесконечному или совершенному познанию, но не обладает им в действительности, то мы не имеем права утверждать, что все бытие исчерпывается двумя известными нам родами субстанций духовных (или мыслящих) и телесных (или протяженных); точно так же мы не имеем права причислять Божество к духовным субстанциям на том только основании, что мы не знаем ничего более совершенного, чем наш дух. Единственное истинное имя Божие есть тот, кто есть, то есть существо без всякого ограничения, всесущий, или все бытие (tout être), — существо бесконечное и всеобщее. Кроме философии и богословия, М. был основательно знаком с естественными науками.
В своей критике чувственного познания он опирается, между прочим, на только что сделанные в его время открытия Мальпиги и Сваммердама в области микроскопической зоологии, и в связи с этим выступает приверженцем теории панспермизма (учения о том, что в первоначальном семени уже содержатся реально все последующие поколения), которую принял потом Лейбниц, а впоследствии поддерживал Дарвин. Метафизика Мальбранша представляет собой оригинальное соединение двух переходных моментов: от декартовского дуализма и механического реализма к пантеизму Спинозы, с одной стороны, и к берклеевскому идеализму — с другой.

## Критика
Признание всякого бытия за непосредственное, хотя и несовершенное причастие существу Божию и определение человеческого познания как видение всего в Боге приводят прямо к пантеизму, а учение о том, что познаваемые предметы действительно даны в идеях нашего ума, превращает реальные тела, или «протяженные субстанции», в совершенно излишние двойники этих идей и, следовательно, ведет к отрицанию внешнего мира или чистому идеализму. У М. эти мысли остаются недосказанными, что избавляет его от явных нелепостей, но, вместе с тем, лишает его систему последовательности и цельности. Изложению его, при большой простоте и ясности, недостает стройности и внутренней связности. Проблески гениальных мыслей остаются без развития и теряются в длинных рассуждениях, имеющих лишь внешнее отношение к делу и лишенных философского интереса..
Одним из первых, кто подверг философские взгляды Мальбранша критике, был французский философ Симон Фуше.

## Сочинения
- «О разыскании истины»[фр.] («De la recherche de la vérité»; 1673; 4-е прижизненное исправленное изд. 1712). Русский перевод с франц. Е. Б. Смеловой под ред. Э. Л. Радлова, СПб., 1906
- «Conversations métaphysiques et chrétiennes» (1676)
- «Трактат о природе и благодати» («Traité de la nature et de la grâce»; 1680)
- «Méditations métaphysiques et chrétiennes» (1684)
- «Traité de la morale» (1684)
- «Беседы о метафизике и религии» («Entretiens sur la métaphysique et la religion»; 1688)
- «Traité de l’amour de Dieu» (1697)
- «Entretiens d’un philosophe chrétien et d’un philosophe chinois sur l’existence de Dieu» >1707)

## Издания
Изд. соч. Мальбранша сделано Ж. Симоном в 1870 г. Лучшая монография о Мальбранше — Ollé-Laprune, «La philosophie de Malebrauche» (1870).
- Мальбранш Н. Разыскания истины. Т. 1-2. СПб., 1903—1906.
- Мальбранш Н. Беседа христианского философа с философом китайским о бытии и природе Божества. Пер. М. Н. Ершова. Казань,1914.
- Мальбранш, Николай. Разыскания истины / Перевод с французского и вступительная статья Е. Б. Смеловой. — Изд. 2-е. — СПб.: Наука, 1999. — (Слово о сущем). — 1050 экз. — ISBN 5-02-026795-3.